# Rita Kieber-Beck
Rita Kieber-Beck (ur. 27 grudnia 1958), polityk, wicepremier Liechtensteinu w latach 2001–2005, minister spraw zagranicznych Liechtensteinu w latach 2005–2009. 

## Życiorys
Rita Kieber-Beck w latach 1977–1979 studiowała pedagogikę ze specjalizacją w nauczaniu nauk ścisło-przyrodniczych (fizyka, matematyka, zoologia, chemia) na Uniwersytecie we Fryburgu w Szwajcarii. W latach 1981–1982 na tej samej uczelni studiowała podyplomowo mineralogię i geologię. W 1996 była stypendystką na Uniwersytecie Chulalongkorn w Tajlandii. 
Od 1979 do 1981 Rita Kieber-Beck była nauczycielką w kolegium handlowym w Buchs w kantonie Zurych. Następnie, od 1982 do 1990 pracowała w szkole średniej w Balzers. Od 1990 do 1994 wchodziła w skład Instytutu Liechtensteinu w Bendern w gminie Gamprin. 
Od 1997 do 2000 Kieber-Beck była doradcą Postępowej Partii Obywatelskiej (FBP, Fortschrittliche Bürgerpartei in Liechtenstein). W latach 2001–2005 zajmowała stanowisko wicepremiera i ministra sprawiedliwości, edukacji, transportu i telekomunikacji w gabinecie premiera Otmara Haslera. Od 21 kwietnia 2005 do 25 marca 2009 pełniła funkcję ministra spraw zagranicznych, kultury, spraw rodzinnych i równości w drugim gabinecie premiera Haslera.